# Дворац
Дворац је слободностојећи објекат стамбеног карактера односно комплекс објеката у већини случајева укомпониран у природну средину или допуњен баштом или парком. Намењен је становању за владаре или високе великодостојнике, племиће. Репрезентативног је карактера, има архитектонске вредности и разликује се од замкова тиме што нема функције утврђења. Дворац се развио из француских и италијанских палата градскога типа у респективи из замкова који су преграђивани.